# کانبیس
کانبیس (به اسپانیایی: Canovelles) یک شهرستان در اسپانیا است که در بارسلون واقع شده است.

## خصوصیات
کانبیس ۶٫۷ کیلومترمربع مساحت و ۱۵٬۷۰۴ نفر جمعیت دارد و ۱۷۵ متر بالاتر از سطح دریا واقع شده است.